# Coronación de la Virgen

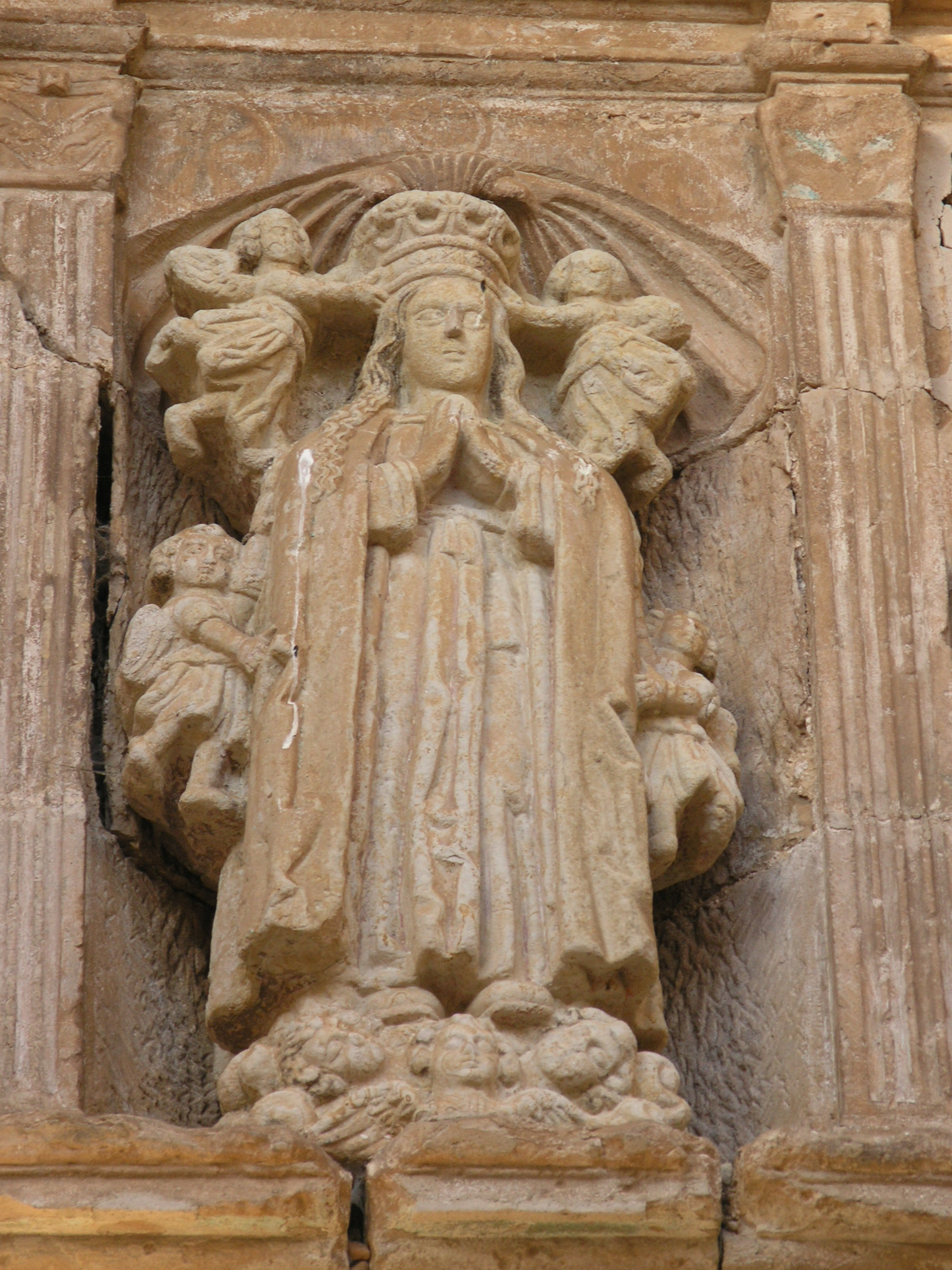
Coronación de la Virgen, escultura en la portada de la Iglesia de Santa María de la Asunción (Novales),.

En el cristianismo católico y ortodoxo la Coronación de la Virgen es una secuencia tradicional dentro del ciclo de la vida de la Virgen María. Su promoción está en un relato atribuido a San Melitón, obispo de Sardes (ciudad de Asia Menor) en el siglo II, que fue divulgada en el Occidente cristiano en el siglo VI por Gregorio de Tours y más tarde en el siglo XIII por Santiago de la Vorágine en su Leyenda dorada.
El relato supone que María subió a los cielos en cuerpo y alma (Asunción de la Virgen) y allí fue coronada por Cristo, Dios Padre o la Santísima Trinidad. La Iglesia católica conmemora su festividad el 22 de agosto.

## Representaciones artísticas en Occidente

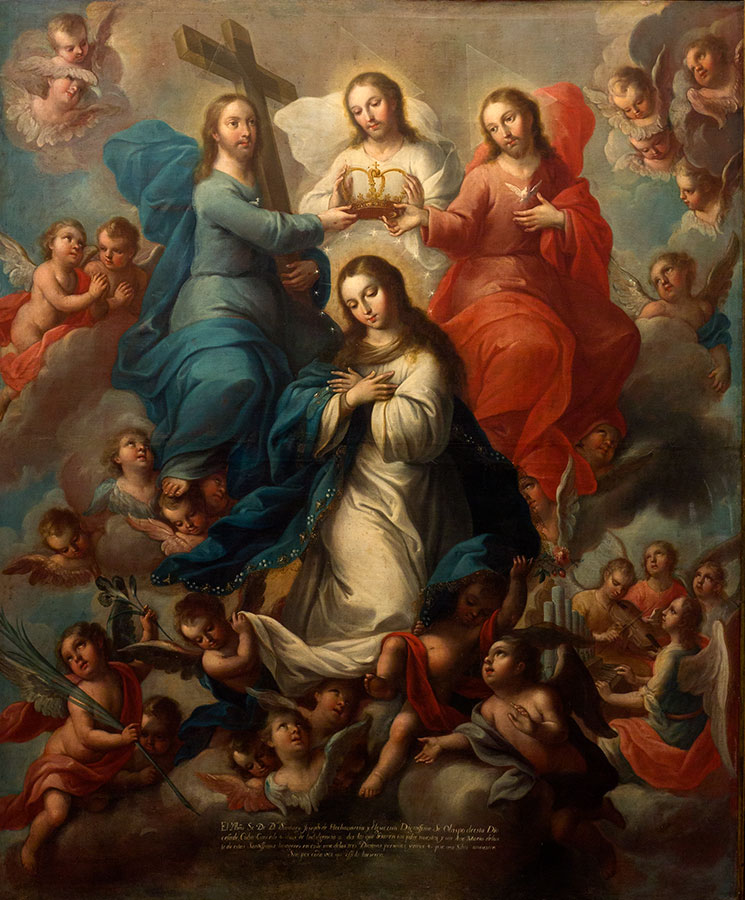
Coronación de la Virgen (1770), José de Páez.

Este tema aparece por primera vez en Francia en el siglo XII, en el tímpano de la puerta principal de la catedral de Notre Dame de Senlis (1190). La escena muestra a la Virgen sentada a la derecha de Cristo y coronada y bendecida por él.
Esta misma escena aparece en las vidrieras de la catedral de Angers (Catedral San Mauricio de Angers), aunque en este caso la Virgen es coronada por un ángel. En la catedral de Bourges (Catedral de Saint-Étienne de Bourges) se ve la misma representación en el tímpano del pórtico de la Virgen.

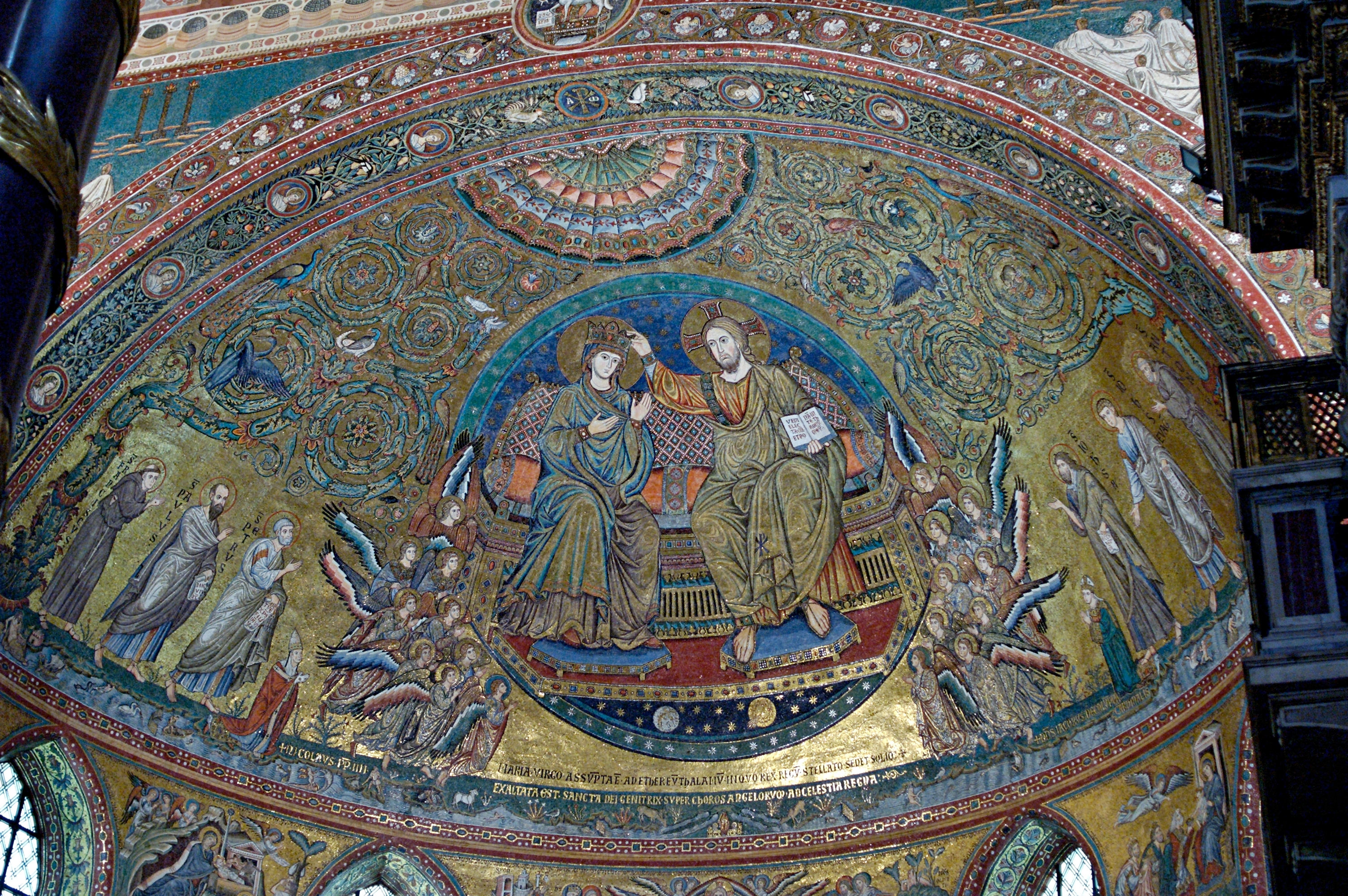
Mosaico de Jacopo Torriti, 1295.

En Italia, se representa el tema en Santa María la Mayor de Roma, en un mosaico de Jacopo Torriti de 1295.
En general, durante la Edad Media y primer Renacimiento, la Virgen es coronada por Cristo. Hay ejemplos en el siglo XV, como en Lorenzo Monaco (1414) o en Fra Angélico, que incluye la escena en el fresco de una de las celdas del Convento de San Marcos de Florencia, pintada entre 1437 y 1446.
En el siglo XVI se comienza a añadir la representación de la reunión de los apóstoles en torno al sepulcro vacío de la Virgen en la mitad terrenal, mientras la Coronación preside la zona dedicada al mundo celestial. Ejemplo de este esquema iconográfico es el Retablo Oddi de Rafael.
Otra posibilidad es la representación de la Virgen coronada por la Trinidad, con el Padre a la derecha del espectador, el Hijo a la derecha del Padre y el Espíritu Santo en una posición central, figurado simbólicamente como una paloma. Este es el modelo que usó El Greco (1591) y Velázquez, que, ya en el barroco, convierten a la corona en una diadema de rosas.

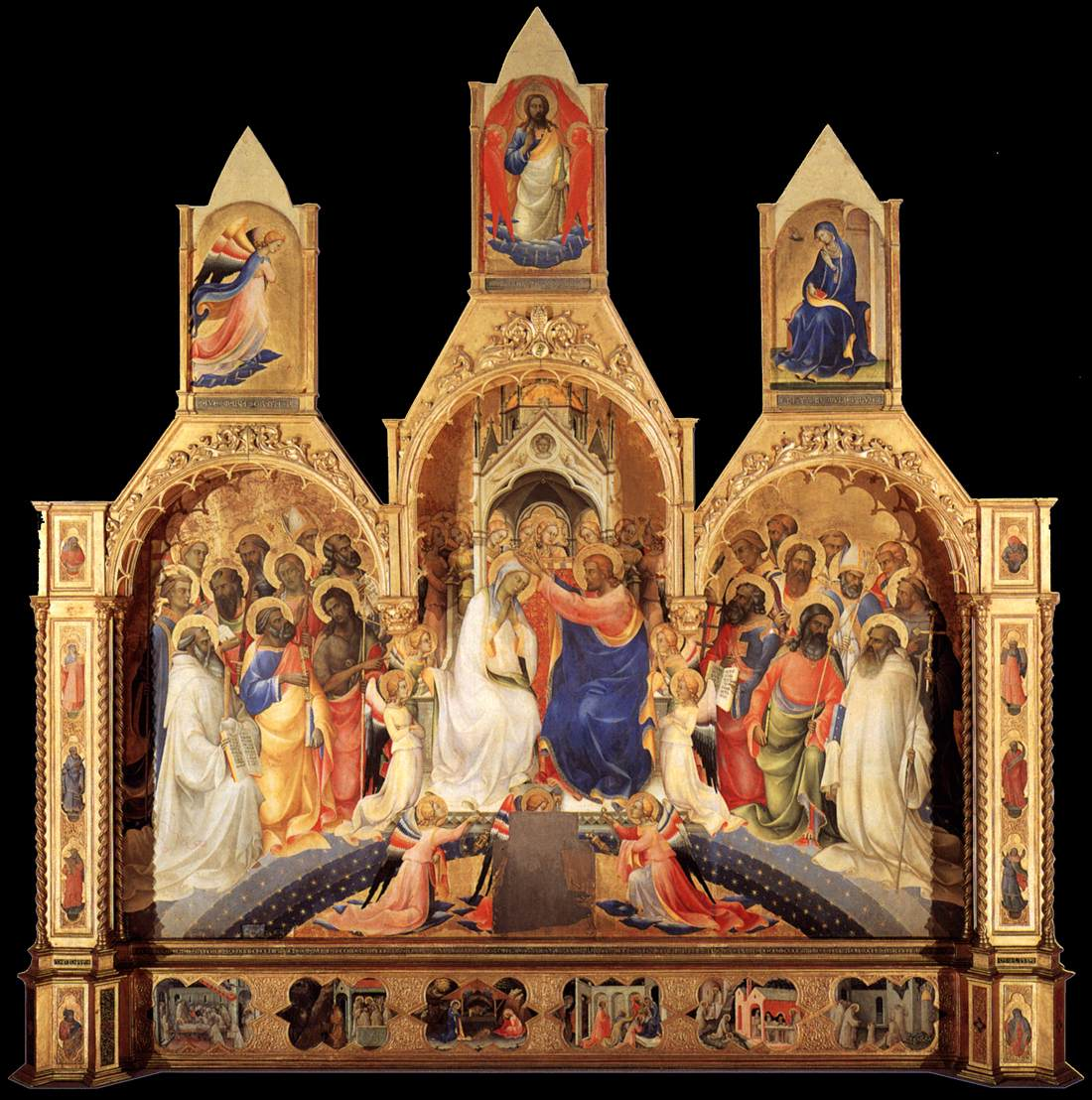
Lorenzo Mónaco, 1414.
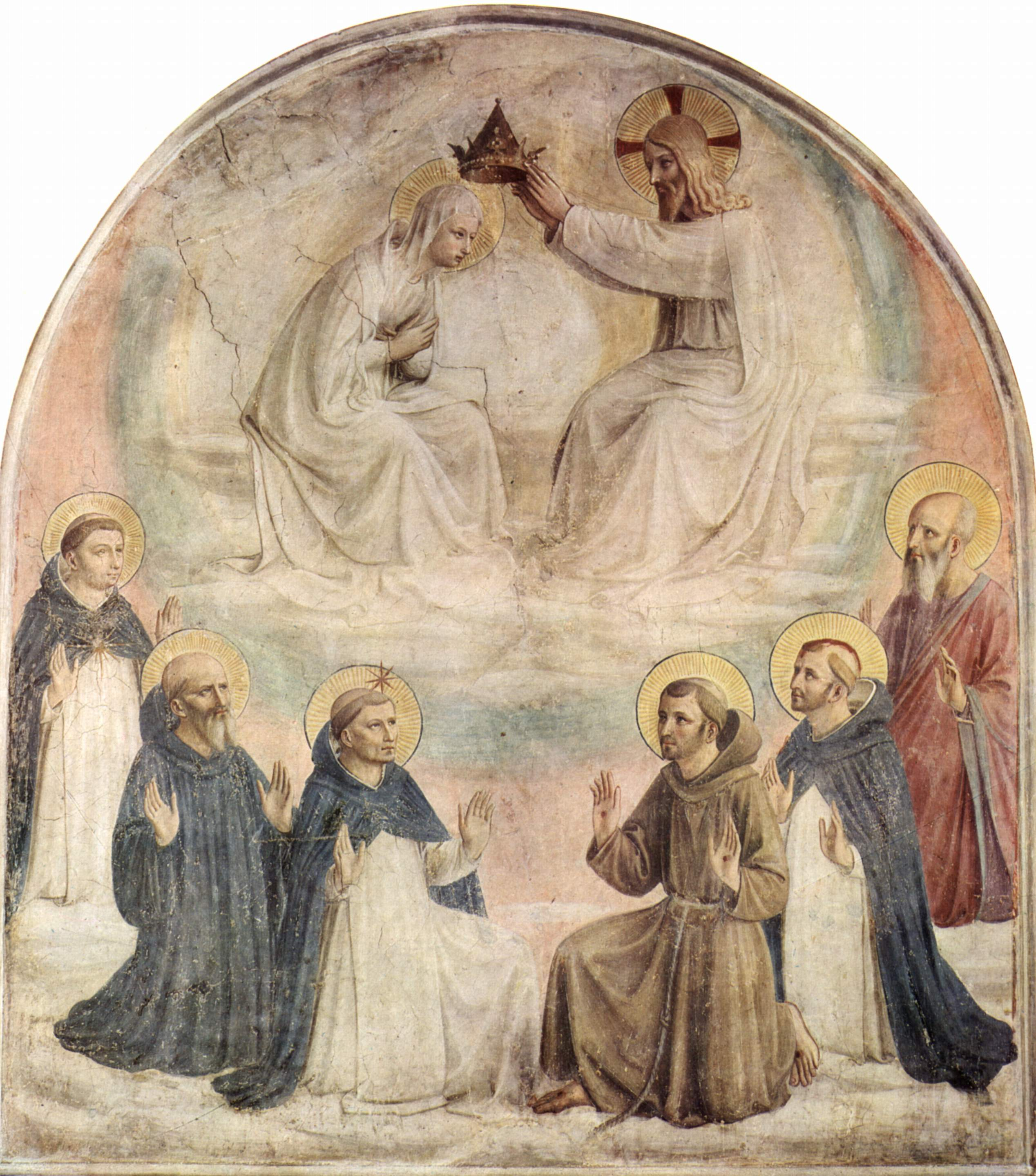
Fra Angélico, 1437-1446.
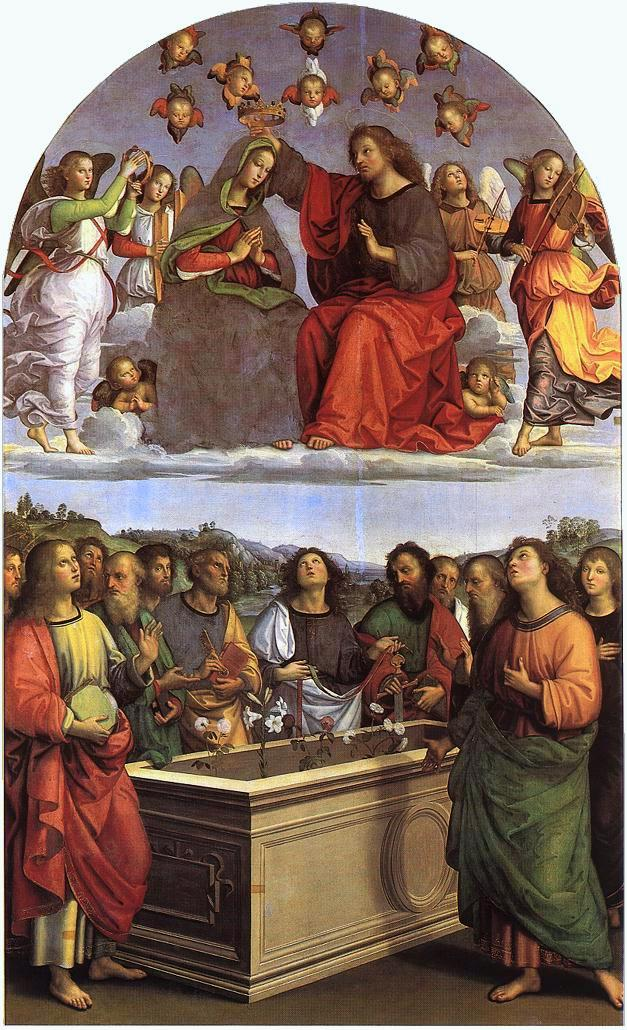
Rafael, 1502-1504.
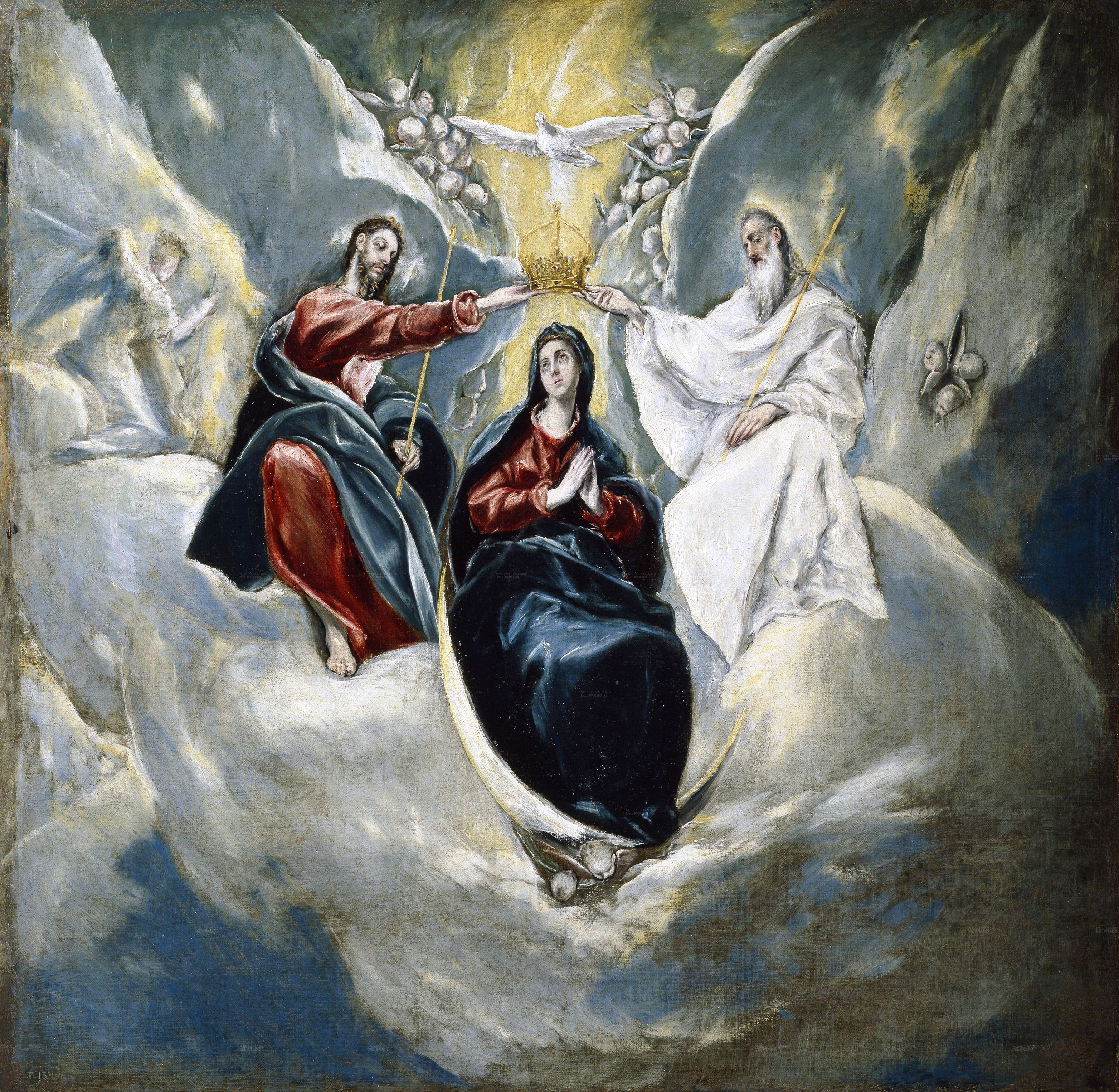
El Greco, 1591.
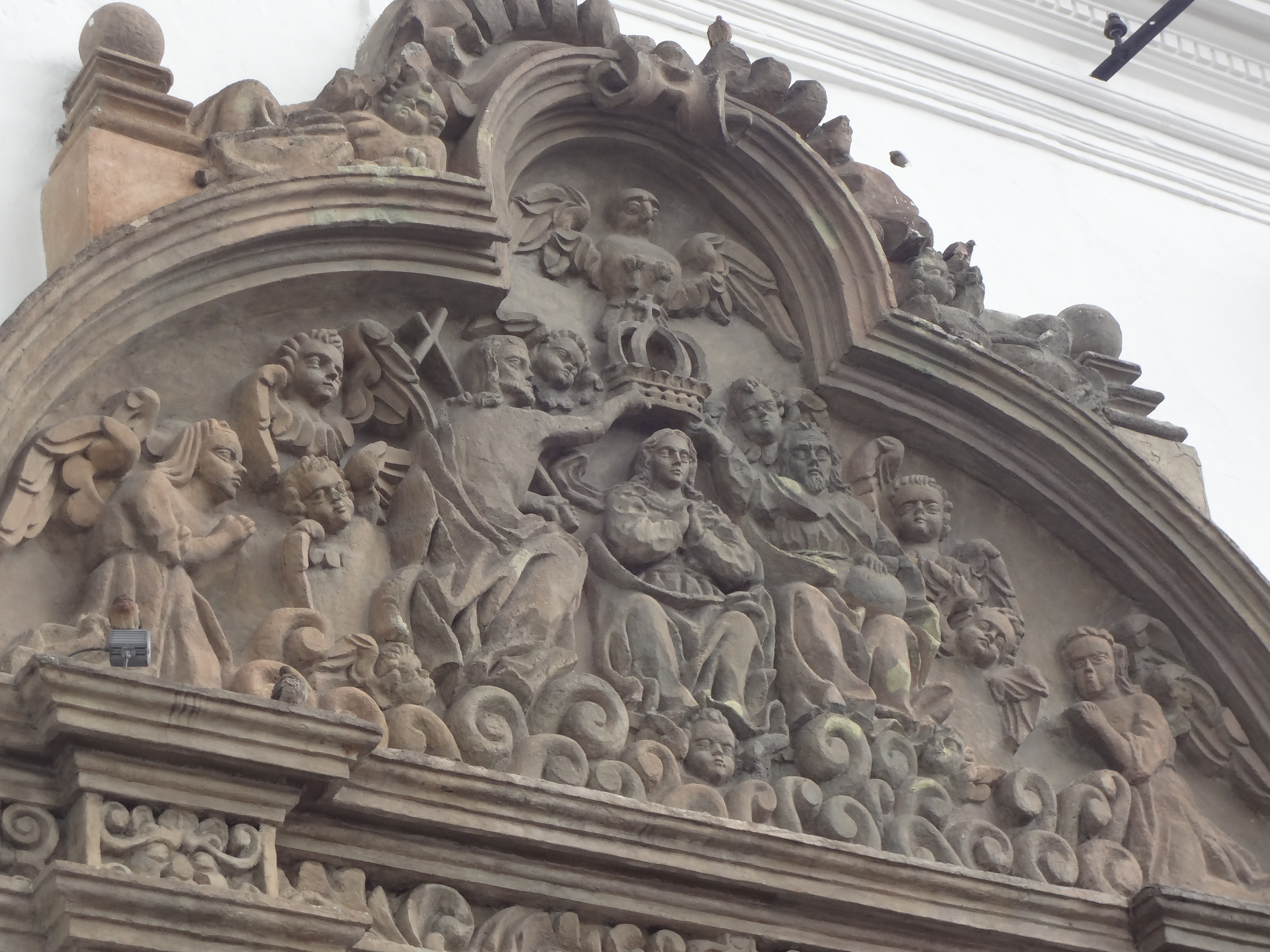
Tímpano de una de las portadas del Monasterio de Santa Clara de Quito.